# Герои Российской Федерации — Е

В настоящем списке представлены в алфавитном порядке Герои Российской Федерации, чьи фамилии начинаются с букв «Е» и «Ё». Список содержит информацию о роде войск (службе, деятельности) Героев на время присвоения звания, дате рождения, месте рождения, дате смерти и месте смерти Героев.
 Серым цветом в таблице выделены Герои, награждённые посмертно. 
| №  | Фото | Фамилия Имя Отчество              | Род войск, служба    | Годы жизни                                  | Место рождения                                                | Место гибели (смерти)                                 |                |
| -- | ---- | --------------------------------- | -------------------- | ------------------------------------------- | ------------------------------------------------------------- | ----------------------------------------------------- | -------------- |
| 1  |      | Евкуров, Юнус Баматгериевич       | Десантные войска     | род. 29 июля 1963                           | с. Тарское, Пригородный район, Северо-Осетинская АССР, РСФСР  |                                                       |                |
| 2  |      | Евлампиев, Сергей Николаевич      | Десантные войска     | род. 29 марта 1980                          | Владимир, РСФСР                                               |                                                       | [ 1 ]          |
| 3  |      | Евланов, Сергей Александрович     | ФПС                  | род. 23 мая 1973                            | пос. Варгаши, Курганская область, РСФСР                       |                                                       | [ 2 ]          |
| 4  |      | Евневич, Валерий Геннадьевич      | ВДВ                  | род. 2 сентября 1951                        | Батуми, Аджарская АССР, Грузинская ССР                        |                                                       | [ 3 ]          |
| 5  |      | Евсеев, Филипп Александрович      | Бронетанковые войска | род. 1 марта 1984                           | с. Кюндяе, Сунтарский район, Якутская АССР, РСФСР             |                                                       |                |
| 6  |      | Евскин, Вячеслав Михайлович       | ФСБ                  | 19 июня 1960 — 8 августа 1996               | Ташкент, Узбекская ССР                                        | Грозный, Чечня                                        |                |
| 7  |      | Евтюхин, Марк Николаевич          | Десантные войска     | 1 мая 1964 — 1 марта 2000                   | Йошкар-Ола, Марийская АССР, РСФСР                             | высота 776, Чечня                                     |                |
| 8  |      | Егоров, Дмитрий Алексеевич        | ВМФ                  | род. 22 ноября 1958                         | Ленинград, РСФСР                                              |                                                       |                |
| 9  |      | Егоров, Дмитрий Николаевич        | Морская пехота       | 27 января 1975 — 9 сентября 2023            | Тойбохой, Сунтарский район, Якутская АССР, РСФСР              | Украина                                               |                |
| 10 |      | Егоров, Пётр Дмитриевич           | авиация              | 12 июля 1913 — 2 октября 1996               | д. Сычи, Орловская губерния, Российская империя               | Иркутск, Российская Федерация                         | [ 4 ]          |
| 11 |      | Егорова, Любовь Ивановна          | Олимпийские чемпионы | род. 5 мая 1966                             | Северск, Томская область, РСФСР                               |                                                       | [ 5 ]          |
| 12 |      | Едаменко, Владимир Евгеньевич     | авиация              | 21 июля 1978 — 9 августа 2008               | Зеленоград, Московская область, РСФСР                         | с. Итрапис, Республика Южная Осетия                   |                |
| 13 |      | Елизаров, Антон Олегович          |                      | род. 1 мая 1981                             | Ростовская область, РСФСР                                     |                                                       |                |
| 14 |      | Елизаров, Владимир Фёдорович      | ФПС                  | 20 ноября 1972 — 13 июля 1993               | Калинин, РСФСР                                                | Шурабадский район, Хатлонская область, Таджикистан    | [ 2 ]          |
| 15 |      | Елисеев, Владимир Степанович      | авиация              | 19 июля 1923 — 7 января 2003                | д. Лукино, Рязанский уезд, Рязанская губерния, РСФСР          | Москва, Российская Федерация                          | [ 6 ]          |
| 16 |      | Елистратов, Дмитрий Викторович    | спецназ ГРУ          | род. 20 апреля 1977                         | Рязань, РСФСР                                                 |                                                       |                |
| 17 |      | Емельянов, Данила Анатольевич     | спецназ ГРУ          | род. 23 июля 1980                           | Кумертау, Башкирская АССР, РСФСР                              |                                                       | 17 января 2017 |
| 18 |      | Епанешников, Александр Николаевич | авиация              | 5 августа 1954 — 23 августа 1993            | Елабуга, Татарская АССР, РСФСР                                | в районе Волгограда, Российская Федерация             | [ 7 ]          |
| 19 |      | Епифанов, Вадим Владимирович      | Десантные войска     | 28 сентября 1995 — 7 июля 2023              | Вешкайма, Ульяновская область, Россия                         | Украина                                               |                |
| 20 |      | Ераховец, Юрий Николаевич         | авиация              | род. 6 мая 1964                             | Барановичи, Брестская область, Белорусская ССР                |                                                       |                |
| 21 |      | Еремеев, Пётр Васильевич          | авиация              | 11 июня 1911 — 2 октября 1941               | д. Бердина Поляна, Стерлитамакский уезд, Уфимская губерния    | у д. Красуха, Осташковский район, Калининская область | [ 8 ]          |
| 22 |      | Еремецкий, Олег Анатольевич       | ВДВ                  | 7 мая 1968 — 2 июня 1995                    | с. Киселёвка, Херсонская область, Украинская ССР              | Веденский район, Чечня                                |                |
| 23 |      | Ерёмин, Андрей Витальевич         | спецназ ГРУ          | род. 1 апреля 1998                          | Инза, Ульяновская область                                     |                                                       |                |
| 24 |      | Ерёмин, Дмитрий Юрьевич           | Пехота и мотострелки | род. 15 марта 1978                          | пгт Малышева, Асбестовский район, Свердловская область, РСФСР |                                                       |                |
| 25 |      | Ерин, Виктор Фёдорович            | МВД                  | 17 января 1944 — 19 марта 2018              | Казань, РСФСР                                                 | Москва, Российская Федерация                          | [ 9 ]          |
| 26 |      | Ермаков, Вадим Константинович     | МВД                  | 20 октября 1972 — 10 августа 1996           | село Спиридонова Буда, Брянская область, РСФСР                | пос. Черноречье, Чечня                                |                |
| 27 |      | Ермаков, Виталий Юрьевич          | ВДВ                  | 6 мая 1971 — 31 декабря 1994                | с. Семчино, Рязанская область, РСФСР                          | Грозный, Чечня                                        |                |
| 28 |      | Ермаков, Олег Викторович          | ВДВ                  | 26 апреля 1976 — 1 марта 2000               | Брянск, Брянская область, РСФСР                               | Высота 776, Чечня                                     |                |
| 29 |      | Ерофеев, Дмитрий Владимирович     | спецназ ГРУ          | 2 апреля 1973 — 31 декабря 1994             | пос. Топчиха, Алтайский край, РСФСР                           | Грозный, Чечня                                        |                |
| 30 |      | Есаян, Рубен Татевосович          | авиация              | род. 24 ноября 1946                         | Ереван, Армянская ССР                                         |                                                       | [ 10 ]         |
| 31 |      | Есенов, Таймураз Ахсарбекович     | Бронетанковые войска | 26 мая 1987 — пропал без вести в 2022       | Беслан, Северо-Осетинская АССР, РСФСР                         |                                                       |                |
| 32 |      | Ефанов, Аркадий Петрович          | ВМФ                  | род. 3 июня 1953                            | Суворов, Тульская область, РСФСР                              |                                                       |                |
| 33 |      | Ефимов, Александр Александрович   | спецназ ГРУ          | 25 ноября 1994 — 25 марта 2022              | Можга, Удмуртская Республика                                  | Харьковская область, Украина                          |                |
| 34 |      | Ефремов, Михаил Григорьевич       | Пехота               | 27 февраля (11 марта) 1897 — 19 апреля 1942 | Таруса, Калужская губерния, Российская империя                | д. Жары, Вяземский район, Смоленская область, РСФСР   | [ 11 ]         |